# François Seydoux
Pour les autres membres de la famille, voir Famille Seydoux.
François Seydoux est un diplomate français, né le 15 février 1905 à Berlin et mort le 30 août 1981 à Paris. Il a publié des ouvrages concernant son activité.

## Biographie
Auguste Louis François Seydoux Fornier de Clausonne est le fils de Mathilde Fornier de Clausonne et Charles-Louis-Auguste-Jacques Seydoux. Il est le frère de René Seydoux Fornier de Clausonne, de Georgette Seydoux Fornier de Clausonne et de Roger Seydoux Fornier de Clausonne ; son petit fils Balthazar Seydoux est un homme politique monégasque ; il est ainsi petit-fils, fils, frère, beau-père et grand-père de diplomates.
François Seydoux étudie la philosophie et le droit avant d’embrasser en 1928 la carrière diplomatique.
Secrétaire à l’ambassade de France à Berlin en 1936, il est affecté en 1936 au Quai d'Orsay. En 1942, il s'engage dans la Résistance.
Il est directeur des Affaires d’Europe au ministère des Affaires étrangères en 1949, ambassadeur de France à Vienne en 1955, et surtout ambassadeur de France à Bonn de 1958 à 1962 puis de 1965 à 1970. Il est représentant permanent de la France à l'Otan entre 1962 et 1965 pendant l'affaire Pâques. Son rôle dans la conclusion du traité de l’Élysée lui vaut de recevoir en 1970 le prix international Charlemagne d'Aix-la-Chapelle.
Par la suite, il est conseiller d’État et exerce des fonctions d'administrateur au sein de l'agence Havas, de l'Office de radiodiffusion-télévision française (ORTF) ou du conseil supérieur de l'agence France-Presse.
Durant une dizaine d'années, il tient également une chronique dans la Revue des Deux Mondes.
Il préside l'Union française pour le sauvetage de l'enfance de 1970 à 1981.
Il est grand-officier de l'ordre national de la Légion d'honneur.

## Ouvrages
François Seydoux  a laissé trois ouvrages qui relatent ses expériences diplomatiques et viennent témoigner d’une époque en grande partie révolue : 
- Mémoires d’outre-Rhin (1975) ;
- Dans l’intimité franco-allemande (1977) ;
- Le Métier de diplomate (1980).